# RAC Tourist Trophy 2005
Navigation
Édition précédente
Le RAC Tourist Trophy 2005, disputées le 15 mai 2005 sur le circuit de Silverstone, est la troisième manche du championnat FIA GT 2005.

## Course

### Classement de la course
| Pos.   | Catégorie | N°  | Écurie                 | Pilotes                                            | Châssis                   | Pneus | Tours/Abandon |
| Pos.   | Catégorie | N°  | Écurie                 | Pilotes                                            | Moteur                    | Pneus | Tours/Abandon |
| ------ | --------- | --- | ---------------------- | -------------------------------------------------- | ------------------------- | ----- | ------------- |
| 1      | GT1       | 29  | Aston Martin Racing    | Peter Kox Pedro Lamy                               | Aston Martin DBR9         | M     | 134           |
| 1      | GT1       | 29  | Aston Martin Racing    | Peter Kox Pedro Lamy                               | Aston Martin 6.0L V12     | M     | 134           |
| 2      | GT1       | 28  | Aston Martin Racing    | David Brabham Darren Turner                        | Aston Martin DBR9         | M     | 134           |
| 2      | GT1       | 28  | Aston Martin Racing    | David Brabham Darren Turner                        | Aston Martin 6.0L V12     | M     | 134           |
| 3      | GT1       | 10  | Vitaphone Racing Team  | Fabio Babini Thomas Biagi                          | Maserati MC12 GT1         | P     | 134           |
| 3      | GT1       | 10  | Vitaphone Racing Team  | Fabio Babini Thomas Biagi                          | Maserati 6.0L V12         | P     | 134           |
| 4      | GT1       | 15  | JMB Racing             | Andrea Bertolini Karl Wendlinger                   | Maserati MC12 GT1         | P     | 133           |
| 4      | GT1       | 15  | JMB Racing             | Andrea Bertolini Karl Wendlinger                   | Maserati 6.0L V12         | P     | 133           |
| 5      | GT1       | 9   | Vitaphone Racing Team  | Michael Bartels Timo Scheider                      | Maserati MC12 GT1         | P     | 133           |
| 5      | GT1       | 9   | Vitaphone Racing Team  | Michael Bartels Timo Scheider                      | Maserati 6.0L V12         | P     | 133           |
| 6      | GT1       | 11  | Larbre Compétition     | Gabriele Gardel Fabrizio Gollin                    | Ferrari 550 GTS Maranello | M     | 133           |
| 6      | GT1       | 11  | Larbre Compétition     | Gabriele Gardel Fabrizio Gollin                    | Ferrari 5.9L V12          | M     | 133           |
| 7      | GT1       | 2   | GPC Sport              | Jean-Denis Delétraz Andrea Piccini                 | Ferrari 575 GTC           | P     | 132           |
| 7      | GT1       | 2   | GPC Sport              | Jean-Denis Delétraz Andrea Piccini                 | Ferrari 6.0L V12          | P     | 132           |
| 8      | GT1       | 16  | JMB Racing             | Philipp Peter Chris Buncombe Roman Rusinov         | Maserati MC12 GT1         | P     | 132           |
| 8      | GT1       | 16  | JMB Racing             | Philipp Peter Chris Buncombe Roman Rusinov         | Maserati 6.0L V12         | P     | 132           |
| 9      | GT2       | 66  | GruppeM Racing         | Marc Lieb Mike Rockenfeller                        | Porsche 911 GT3 RSR (996) | M     | 129           |
| 9      | GT2       | 66  | GruppeM Racing         | Marc Lieb Mike Rockenfeller                        | Porsche 3.6L Flat-6       | M     | 129           |
| 10     | GT1       | 8   | Graham Nash Motorsport | Luca Pirri-Ardizzone Marco Panzavuota Ryan Hooker  | Saleen S7-R               | P     | 127           |
| 10     | GT1       | 8   | Graham Nash Motorsport | Luca Pirri-Ardizzone Marco Panzavuota Ryan Hooker  | Ford 7.0L V8              | P     | 127           |
| 11     | G2        | 101 | Balfe Motorsport       | Shaun Balfe Jamie Derbyshire                       | Mosler MT900R             | D     | 126           |
| 11     | G2        | 101 | Balfe Motorsport       | Shaun Balfe Jamie Derbyshire                       | Chevrolet LS1 5.7L V8     | D     | 126           |
| 12     | GT1       | 17  | Russian Age Racing     | Christophe Bouchut Nikolai Fomenko Alexei Vasilyev | Ferrari 550 GTS Maranello | M     | 126           |
| 12     | GT1       | 17  | Russian Age Racing     | Christophe Bouchut Nikolai Fomenko Alexei Vasilyev | Ferrari 5.9L V12          | M     | 126           |
| 13     | GT2       | 55  | Embassy Racing         | Ben Collins Neil Cunningham                        | Porsche 911 GT3 RSR (996) | D     | 125           |
| 13     | GT2       | 55  | Embassy Racing         | Ben Collins Neil Cunningham                        | Porsche 3.6L Flat-6       | D     | 125           |
| 14     | GT2       | 80  | Team LNT               | Lawrence Tomlinson Jonny Kane                      | TVR Tuscan T400R          | D     | 124           |
| 14     | GT2       | 80  | Team LNT               | Lawrence Tomlinson Jonny Kane                      | TVR Speed Six 4.0L I6     | D     | 124           |
| 15     | GT1       | 7   | Graham Nash Motorsport | Paolo Ruberti Joël Camathias                       | Saleen S7-R               | P     | 124           |
| 15     | GT1       | 7   | Graham Nash Motorsport | Paolo Ruberti Joël Camathias                       | Ford 7.0L V8              | P     | 124           |
| 16     | G2        | 102 | Eclipse Motorsport     | Phil Keen Nigel Taylor                             | Mosler MT900R             | D     | 122           |
| 16     | G2        | 102 | Eclipse Motorsport     | Phil Keen Nigel Taylor                             | Chevrolet LS1 5.7L V8     | D     | 122           |
| 17     | GT2       | 86  | GPC Sport              | Gabrio Rosa Luca Drudi                             | Ferrari 360 Modena GTC    | P     | 122           |
| 17     | GT2       | 86  | GPC Sport              | Gabrio Rosa Luca Drudi                             | Ferrari 3.6L V8           | P     | 122           |
| 18     | GT2       | 69  | Proton Competition     | Christian Ried Gerold Ried                         | Porsche 911 GT3 RSR (996) | D     | 121           |
| 18     | GT2       | 69  | Proton Competition     | Christian Ried Gerold Ried                         | Porsche 3.6L Flat-6       | D     | 121           |
| 19     | GT2       | 88  | GruppeM Racing         | Emmanuel Collard Tim Sugden                        | Porsche 911 GT3 RSR (996) | M     | 121           |
| 19     | GT2       | 88  | GruppeM Racing         | Emmanuel Collard Tim Sugden                        | Porsche 3.6L Flat-6       | M     | 121           |
| 20     | GT2       | 84  | Sebah Automotive, Ltd. | Lars-Erik Nielsen Pierre Ehret                     | Porsche 911 GT3 RSR (996) | D     | 120           |
| 20     | GT2       | 84  | Sebah Automotive, Ltd. | Lars-Erik Nielsen Pierre Ehret                     | Porsche 3.6L Flat-6       | D     | 120           |
| 21     | GT2       | 85  | Cirtek Motorsport      | Stefan Eriksson Joe Macari                         | Ferrari 360 Modena GTC    | D     | 119           |
| 21     | GT2       | 85  | Cirtek Motorsport      | Stefan Eriksson Joe Macari                         | Ferrari 3.6L V8           | D     | 119           |
| 22     | GT2       | 56  | Czech National Team    | Jan Vonka Mauro Casadei                            | Porsche 911 GT3 RS (996)  | D     | 118           |
| 22     | GT2       | 56  | Czech National Team    | Jan Vonka Mauro Casadei                            | Porsche 3.6L Flat-6       | D     | 118           |
| 23     | G2        | 104 | Cadena GTC             | Barrie Whight Paul Whight Gavan Kershaw            | Mosler MT900R             | D     | 94            |
| 23     | G2        | 104 | Cadena GTC             | Barrie Whight Paul Whight Gavan Kershaw            | Chevrolet LS1 5.7L V8     | D     | 94            |
| 24 DNF | GT1       | 6   | GLPK-Carsport          | Bert Longin Anthony Kumpen Mike Hezemans           | Chevrolet Corvette C5-R   | M     | 64            |
| 24 DNF | GT1       | 6   | GLPK-Carsport          | Bert Longin Anthony Kumpen Mike Hezemans           | Chevrolet LS7r 7.0L V8    | M     | 64            |
| 25 NC  | GT1       | 14  | Lister Storm Racing    | Justin Keen Liz Halliday                           | Lister Storm GT           | D     | 57            |
| 25 NC  | GT1       | 14  | Lister Storm Racing    | Justin Keen Liz Halliday                           | Jaguar 7.0L V12           | D     | 57            |
| 26 DNF | GT1       | 3   | GPC Sport              | Jaime Melo Jean-Philippe Belloc                    | Ferrari 575 GTC           | P     | 53            |
| 26 DNF | GT1       | 3   | GPC Sport              | Jaime Melo Jean-Philippe Belloc                    | Ferrari 6.0L V12          | P     | 53            |